# クイーン・シリキット・ナショナル・コンベンション・センター駅
クイーン・シリキット・ナショナル・コンベンション・センター(QSNCC)駅（クイーン・シリキット・ナショナル・コンベンション・センターえき、タイ語: สถานีศูนย์การประชุมแห่งชาติสิริกิติ์）は、タイ王国のバンコク都クローントゥーイ区にある、バンコク・メトロの駅である。駅番号は「BL23」。

## 概要
周辺のランドマークは駅名にもなっているクイーン・シリキット・ナショナル・コンベンション・センターである。ここでは、毎週のように様々なイベントが開催されている。また、内部には郵便局、銀行（両替）、フードコート、コンビニエンスストアなどもある。隣には、ベンジャキティ公園があり、スポーツをするバンコク都民が多く集まる。
クローントゥーイ市場へはクロントゥーイ駅よりもこちらの方が近い。

## 歴史
- 2004年7月3日 【開業】ブルーライン（フワランポーン - バーンスー） (20.8km)

## 駅構造
フルスクリーンタイプのホームドアがあり、島式ホーム1面2線の地下駅である。

### 駅階層
| 地面    | 出入口                   |                                                       |
| 地下1階 | コンコース階             | コンコース、ATM                                       |
| 地下1階 | コンコース階             |                                                       |
| 地下2階 | 改札口階                 | 自動券売機、自動改札口                                |
| 地下2階 | 改札口階                 |                                                       |
| 地下3階 | 1番線・上り■ブルーライン | →クロントゥーイ・シーロム・フワランポーン方面         |
| 地下3階 | 島式ホーム               |                                                       |
| 地下3階 | 2番線・下り■ブルーライン | ←スクムウィット・チャトゥチャック公園・バーンスー方面 |

## 駅周辺
- クイーン・シリキット・ナショナル・コンベンション・センター（通路１）
- タイタバコ公社
- ベンジャキティ公園
- デイビスホテル
- タイ証券取引所
- クローントゥーイ市場
- Big C